# Lokomotiva Děčín
Lokomotiva Děčín je fotbalový klub z Děčína. Klub byl založen roku 1945.

## Historie
Klub vznikl v roce 1945 jako železniční klub. Jeho největším úspěchem je postup do třetí ligy. Po roce 1990 začal strmě klesat a do roku 2014 hrál až devátou nejvyšší soutěž, což je v jeho okrese nejnižší možná soutěž. Před sezónou 2014/15 přestoupil do soutěží okresu Ústí nad Labem kde rovněž působil v nejnižší soutěži. Po 10 letech se pro sezónu 2024/25 vrátil zpět do Děčínského okresu.